# Campeonato Femenino de la AFC de 1983
El Campeonato Femenino de la AFC 1983 fue la quinta edición de la Copa Asiática Femenina de la AFC. Se disputó abril de 1983 en Hong Kong. El torneo lo ganó por tercera vez de manera consecutiva China Taipéi en la final contra Tailandia.

## Formato
Ocho naciones estaban dispuestas a participar; hubo un sorteo con dos grupos. Un grupo estaba formado por Singapur, Malasia, Japón y Taiwán, el otro por Hong Kong, India, Tailandia y Filipinas.
Después de que Taiwán y Japón se retiraron del torneo, los seis equipos restantes se colocaron en un solo grupo y jugaron un solo torneo de todos contra todos.

## Fase de grupos
| Equipo    | PJ | PG | PE | PP | GF | GC | Dif. | Pts. |
| --------- | -- | -- | -- | -- | -- | -- | ---- | ---- |
| Tailandia | 5  | 5  | 0  | 0  | 22 | 1  | +21  | 10   |
| India     | 5  | 4  | 0  | 1  | 11 | 2  | +9   | 8    |
| Singapur  | 5  | 3  | 0  | 2  | 12 | 5  | +7   | 6    |
| Malasia   | 5  | 2  | 0  | 3  | 7  | 16 | -9   | 4    |
| Filipinas | 5  | 1  | 0  | 4  | 2  | 16 | -14  | 2    |
| Hong Kong | 5  | 0  | 0  | 5  | 0  | 14 | -14  | 0    |

| 10 de abril de 1983 | Tailandia | 8-0     | Malasia | Estadio Suphachalasai, |  |
|                     |           | Reporte |         |                        |  |

| 10 de abril de 1983 | India | 5-0     | Filipinas | Estadio Suphachalasai, |  |
|                     |       | Reporte |           |                        |  |

| 10 de abril de 1983 | Singapur | 2-0     | Hong Kong | Estadio Suphachalasai, |  |
|                     |          | Reporte |           |                        |  |

| 11 de abril de 1983 | Tailandia | 3-0     | Singapur | Estadio Suphachalasai, |  |
|                     |           | Reporte |          |                        |  |

| 11 de abril de 1983 | India | 1-0     | Hong Kong | Estadio Suphachalasai, |  |
|                     |       | Reporte |           |                        |  |

| 11 de abril de 1983 | Malasia | 1-0     | Filipinas | Estadio Suphachalasai, |  |
|                     |         | Reporte |           |                        |  |

| 12 de abril de 1983 | Singapur | 5-0     | Filipinas | Estadio Suphachalasai, |  |
|                     |          | Reporte |           |                        |  |

| 12 de abril de 1983 | Tailandia | 4-0     | Hong Kong | Estadio Suphachalasai, |  |
|                     |           | Reporte |           |                        |  |

| 12 de abril de 1983 | India | 3-0     | Malasia | Estadio Suphachalasai, |  |
|                     |       | Reporte |         |                        |  |

| 14 de abril de 1983 | Singapur | 5-1     | Malasia | Estadio Suphachalasai, |  |
|                     |          | Reporte |         |                        |  |

| 14 de abril de 1983 | Filipinas | 2-0     | Hong Kong | Estadio Suphachalasai, |  |
|                     |           | Reporte |           |                        |  |

| 14 de abril de 1983 | Tailandia | 2-1     | India | Estadio Suphachalasai, |  |
|                     |           | Reporte |       |                        |  |

| 15 de abril de 1983 | Tailandia | 5-0 | Filipinas | Estadio Suphachalasai, |  |
|                     |           |     |           |                        |  |

| 15 de abril de 1983 | Malasia | 5-0 | Hong Kong | Estadio Suphachalasai, |  |
|                     |         |     |           |                        |  |

| 15 de abril de 1983 | India | 1-0 | Singapur | Estadio Suphachalasai, |  |
|                     |       |     |          |                        |  |

## Fase final

### Tercer lugar
| 17 de abril de 1983 | Malasia | 0-0 (5-4 p.) | Singapur | Estadio Suphachalasai, |  |
|                     |         | Reporte      |          |                        |  |

### Final
| 17 de abril de 1983 | Tailandia | 3-0     | India | Estadio Suphachalasai, |  |
|                     |           | Reporte |       |                        |  |